# Adolph Amberg
Adolph Amberg (* 31. Juli 1874 in Hanau; † 3. Juli 1913 in Berlin) war ein deutscher Bildhauer, Medailleur sowie Gestalter und Modelleur für Tafelschmuck aus Edelmetallen und Porzellan. Sein Werk ist dem Jugendstil zuzuordnen.

## Leben
Adolph Amberg besuchte in den Jahren 1884/85 die Zeichenakademie seiner Heimatstadt, anschließend die Unterrichtsanstalt des Kunstgewerbemuseums Berlin. Nach einem Aufenthalt in Paris, wo er die Académie Julian besuchte, wechselte er an die Königliche Akademie der Künste zu Berlin. Dort war er Meisterschüler bei Louis Tuaillon.
1894 bis 1904 entstanden für die Silberwarenfabrik Peter Bruckmann & Söhne in Heilbronn diverse Silbergerätschaften. Im Hinblick auf die für das Jahr bevorstehende Hochzeit des preußischen Kronprinzen entwarf Amberg in den Jahren 1904/05 den „Hochzeitszug“ betitelten Tafelaufsatz. Der aufwendige, in der Originalfassung monochrom weiße, aus zahlreichen Figuren zusammengesetzte Porzellanzyklus fand aber kein Gefallen und wurde erst ab 1908 von der Königlichen Porzellanmanufaktur (KPM) in Berlin gefertigt. Er wurde mehrfach aufgelegt und existiert auch mit dezent goldener oder farbiger Staffage.
1905 fertigte er die Fresken im Trauzimmer des Heilbronner Rathauses, dessen Ausstattung von seiner Firma gestiftet wurde.

## Werke

„Hochzeitszug“ im Hallwyl'schen Museum, Stockholm.

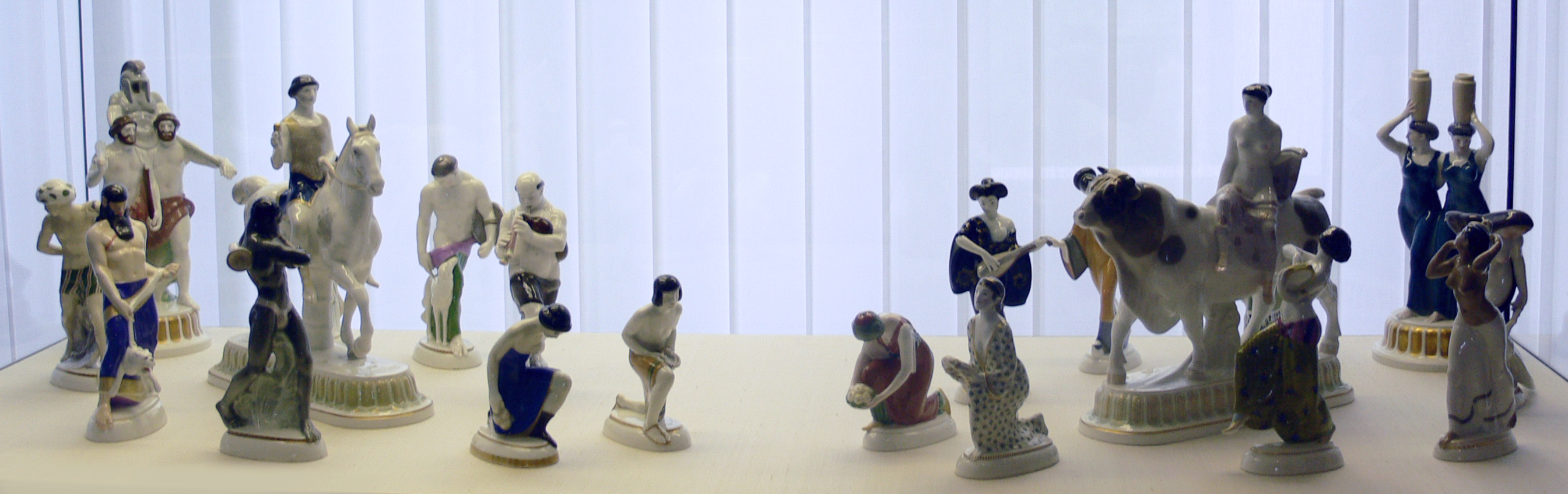
„Hochzeitszug“ im Kunstgewerbemuseum Berlin

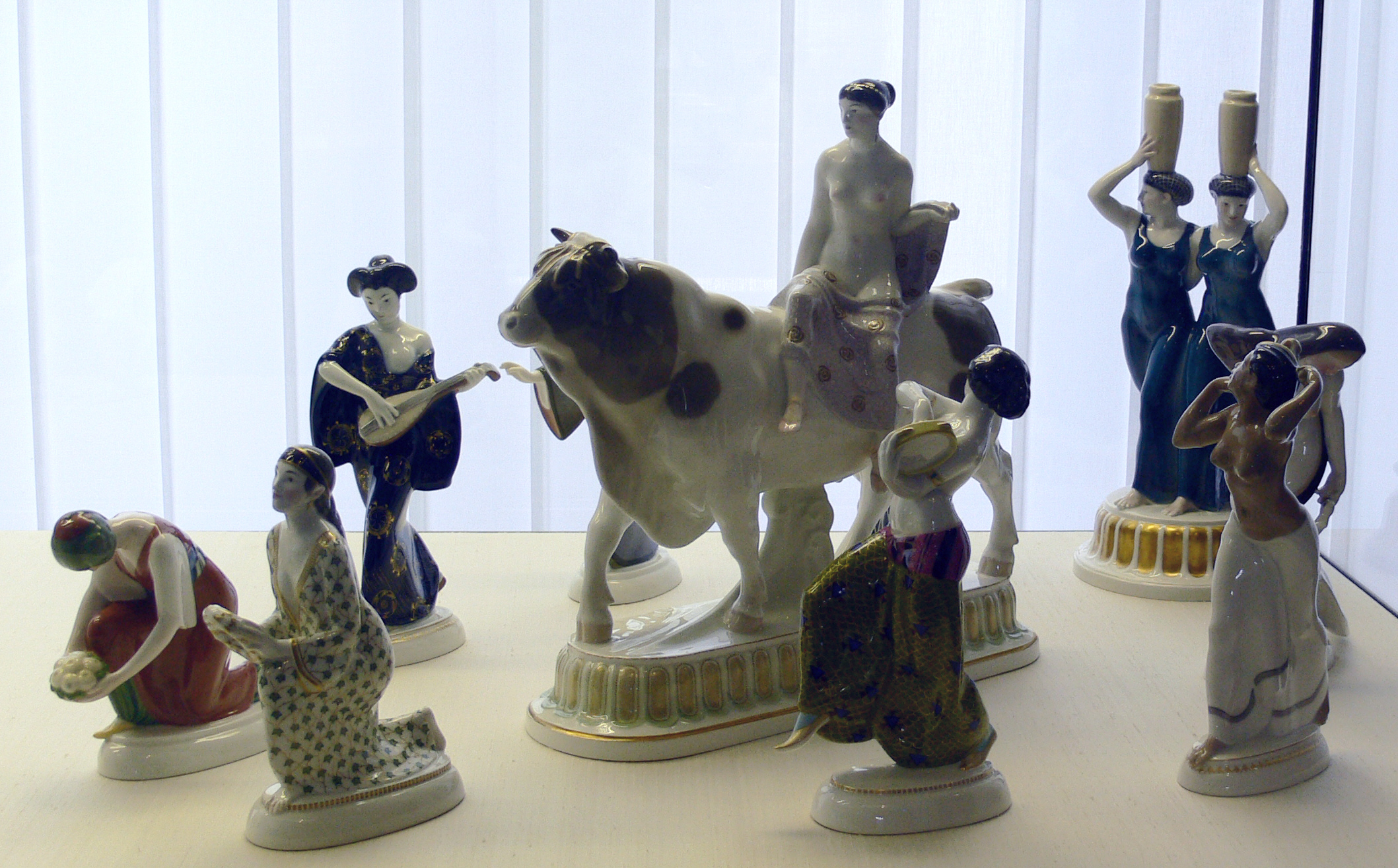
„Hochzeitszug“ im Kunstgewerbemuseum Berlin, Detail

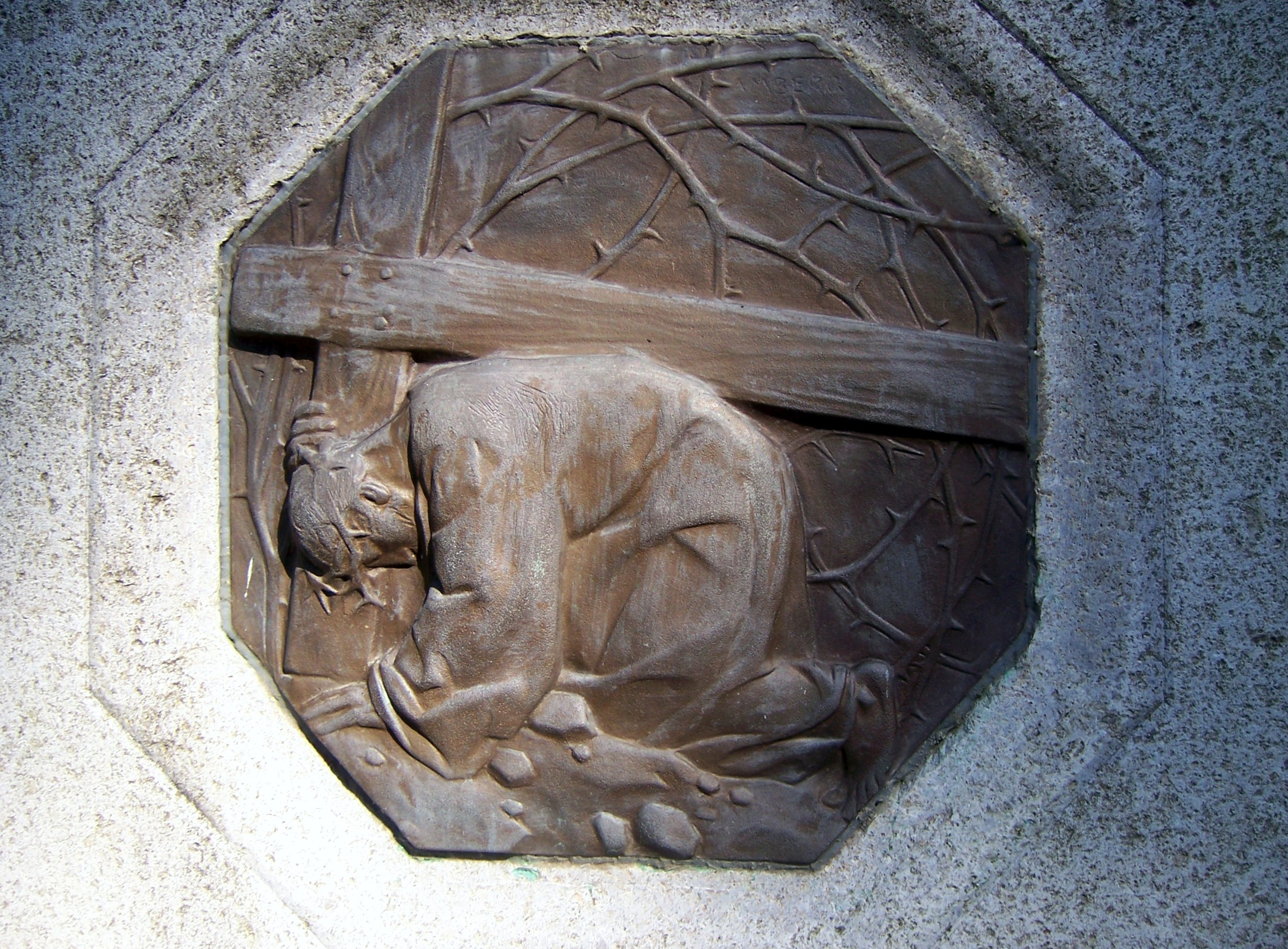
Kupferrelief Christus unter dem Kreuz, Südfriedhof in Leipzig

- 1900 Die deutsche Musik, silberne Fontäne für die Pariser Weltausstellung, in Zusammenarbeit mit dem Bildhauer Otto Rieth
- 1903 Entwurf für das Aachener Ratssilber
- 1904/05 Hochzeitszug, Tafelaufsatz, bestehend aus einer Jardinière, zwei Obstschalen, zwei Kandelabern und zwanzig Einzelfiguren[2], darunter:

Die Braut als Europa auf dem Stier
Der Bräutigam als römischer Krieger zu Pferde
Assyrer mit Hund
Afrikaner mit Waldhorn
Araber mit Dudelsack
Japaner mit Fisch
Zwei Rüstung tragende Etrusker
Kniender Ägypter mit perlengefüllter Muschel
Kniende Türkin mit Rosenschale
Ägypterin mit Reh
Afrikanerin mit Meerkatze
Inderin mit Pfau
Chinesin mit Papagei
Japanerin mit Mandoline
Perserin mit Tambourin
- 1912 Trabendes Pferd
- 1912 Najade
- 1913 Entwurf für die Statue Kaiser Wilhelm II. zu Pferde für die Königliche Porzellan-Manufaktur Berlin